# Mount Le Conte (Tennessee)
Der Mount Le Conte (oder LeConte) ist ein Berg im Nationalpark Great Smoky Mountains im Sevier County im US-Bundesstaat Tennessee. Mit 2010 m ist er der dritthöchste Gipfel im Nationalpark, hinter Kuwohi (2025 m) und Mount Guyot (2018 m). Es ist auch der höchste Gipfel, der vollständig innerhalb von Tennessee liegt. Von seiner unmittelbaren Basis bis zu seinem Gipfel ist der Mount Le Conte der Berg mit dem höchsten Relief östlich der Rocky Mountains und erhebt sich 5301 Fuß (1616 m) von seiner Basis in der Nähe von Gatlinburg, Tennessee (Höhe 1292 Fuß (394 m)).
Es gibt vier Nebengipfel über 6000 Fuß (1829 m) auf dem Berg (als LeConte-Massiv bezeichnet): West Point (6344 Fuß (1934 m)), High Top (6593 Fuß (2010 m)), Cliff Tops (6555 Fuß (1998 m)) und Myrtle Point (6200 Fuß (1890 m)). Darüber hinaus dient Balsam Point mit einer Höhe von über 1780 m als dramatisches westliches Ende des Massivs. Mount Le Conte hat das höchste Gasthaus, das Besuchern im Osten der Vereinigten Staaten Unterkunft bietet.

## Geschichte
Es ist umstritten, nach welchem Mitglied der Familie Le Conte der Berg benannt wurde. Der United States Geological Survey listet den Geologen Joseph Le Conte als den Mann auf, nach dem der Berg benannt wurde, angeblich nach dem Schweizer Entdecker Arnold Guyot. In den letzten Jahren wurde diese Behauptung jedoch von lokalen Behörden (einschließlich der Autoren von A Natural History of Mount Le Conte) in Frage gestellt, die glauben, dass der Berg seinen Namen von Josephs älterem Bruder John LeConte ableitet, einem Physiker am South Carolina-College. Demnach wurde der Berg von Samuel Buckley nach John benannt, weil dieser ihm beim Umzug seines Barometers nach Waynesville, North Carolina, geholfen habe.
Obwohl der Berg in den 1850er Jahren vermessen wurde, fand auf dem Berg bis in die 1920er Jahre, als Paul Adams nach Knoxville, Tennessee, zog, nur sehr wenig Aktivität statt. Als begeisterter Wanderer und Entdecker verbrachte Adams einen Großteil seiner Freizeit damit, Abenteuer in den Bergen zu erleben. 1924 trat er der Great Smoky Mountain Conservation Association bei, einer Gruppe, die sich dafür einsetzte, die Region zu einem Nationalpark zu machen. Als Teil dieses Vorstoßes leitete er später in diesem Jahr eine Expedition mit Würdenträgern aus Washington den Berg hinauf, um der Gruppe zu zeigen, welche raue Schönheit diese Berge besaßen. Die Gruppe verbrachte die Nacht in einem großen Zelt, auf dem schließlich die LeConte Lodge gebaut wurde und das zu einem beliebten Ferienort nahe der Spitze des Gipfels wurde. Die Reise war ein großer Erfolg, und etwa ein Jahrzehnt später wurden Mount Le Conte und die umliegende Region als Teil des Great Smoky Mountains National Park geschützt.

## Geologie
Mount Le Conte liegt in der geologischen und physiografischen Provinz Appalachian Blue Ridge. Es besteht aus Gesteinen des späten Proterozoikums, hauptsächlich metamorphosiertem Sandstein, Schluffstein, Schiefer und Konglomerat, das vor über 800–450 Millionen Jahren gebildet wurde. Jahrmillionen der Verwitterung haben zu erheblicher Erosion geführt und den Bergen in der Region, einschließlich Le Conte, ein unverwechselbares, sanft abfallendes Profil verliehen. Ein dichter Bestand an Fichten- und Tannenwäldern aus den Südappalachen, ein Überbleibsel aus der letzten Eiszeit, bedeckt die Gipfel und oberen Hänge des Berges.